# Зонтичні молі
Зонтичні молі (Epermeniidae) — родина лускокрилих комах надродини Gelechioidea. Включає 83 види з 15 родів.

## Поширення
Зонтичні молі поширені по всьому світу як в помірних, так і в тропічних регіонах, і особливо в гірських районах, але мало відомі з Афротропіки. Gnathifera зустрічається від Австралії до Нової Каледонії; Epermenia поширений від Палеарктики до Індо-Австралії та островів Тихого океану.

## Опис
Дрібні молі із розмахом крил 8-18 мм. Голова вкрита лусочками, чоло округлене. Хоботок розвинений, голий. Губні щупи крупні, серпоподібні, рідше невеликі, слабо вигнуті. Щелепні щупики короткі. Вусики досягають ⅔-¾ довжини переднього крила, тонкі, війчасті (особливо у самців). Вічка відсутні. Передні крила ланцетоподібні або подовжено-ланцетоподібні, часто з пучками великих щетинок, що стирчать, на дорсальному краї. Основне забарвлення брудно-біле, сірувато-буре, коричневе, чорно-буре, свинцево-сіре. Малюнок складається з темних або світлих плям та перев'язей, часто невиразних, іноді відсутніх.

## Спосіб життя
Зонтичні молі ведуть нічний спосіб життя і добре маскуються. Вони лежать паралельно поверхні, тримаючи крила над спиною, як намет. Гусениці харчуються практично будь-якими частинами рослини (плодами, насінням, жовчами, листям або квітами), іноді в шахті, іноді відкрито або під шовковим наметом на поверхні листя. Заляльковується у тонкому відкритому коконі на рослині або серед сміття на землі.

## Роди
- Africepermenia Gaedike, 2004
- Agiton Turner, 1926
- Epermenia Hübner, 1825
- Gnathifera Gaedike, 1978
- Inuncus Gaedike, 2013
- Lasiostega Meyrick, 1932
- Mesepermenia Gaedike, 2004
- Notodryas Meyrick, 1897
- Ochromolopis Hübner, 1825
- Parochromolopis Gaedike, 1977
- Paraepermenia Gaedike, 1968
- Phaulernis Meyrick, 1895
- Picrodoxa Meyrick, 1923
- Sinicaepermenia Heppner, 1990
- Thambotricha Meyrick, 1922